# Dryinus snellingi
Dryinus snellingi (лат.) — вид ос рода Dryinus из семейства Dryinidae (Dryininae). Южная Америка: Белиз, Бразилия, Коста-Рика, Эквадор.

## Описание
Относительно крупные осы-дрииниды, длина тела 4,7—10,0 мм (7,2—10,0 мм у большинства экземпляров; 4,7 мм только у одного мелкого экземпляра из Белиза, Cockscombe Wildlife Reserve). Это один из крупнейших наряду с Dryinus harpax, Dryinus kimseyae  и Dryinus cerdani видов семейства). Голова буроватая, кроме чёрных вершины и задней половины лица; антенны бурые (у экземпляра из Эквадора, Отонгачи, антенны бурые, за исключениемкоричневого 2-го сегмента; у экземпляра из Белиза, заповедник Cockscombe Wildlife Reserve, антенны буроватые, кроме коричневого 3-го сегмента); проторакс полностью буровато-красноватый или чёрный, за исключением боков переднеспинки и заднего воротничка (у экземпляра из Эквадора, Отонгачи, проторакс полностью чёрный); остальная часть мезосомы чёрная; метасома и ноги коричневые. Усиковые сегменты в следующих пропорциях: 14:8:63:22:19:15:12:10:9:12; усиковый сегмент 4 более чем в пять раз длиннее ширины (15:2). Голова тусклая, полностью скульптурирована многочисленными продольными полосами (у экземпляра из Бразилии, Баия, голова сетчато-бороздчатая); лобная линия полная; затылочный киль неполный, виден только на вершине, латерально не достигает глаз.
Грудь: пронотум блестящий, пересечен двумя поперечными вдавлениями, переднее слабое, заднее сильное; передний воротничок и переднее вдавление продольно полосатые; диск гладкий или продольно полосатый; пронотальный бугорок не достигает тегула. Скутум тусклый, срединная область сетчато-шершавая; боковые области скульптурированы продольными и параллельными килями (у экземпляров из Коста-Рики, Монтеверде и Эквадора, Отонгачи, срединная область нескульптурирована, только задняя половина или треть скульптурирована продольными килями). Нотаули полные, заднераздельные; минимальное расстояние между нотаулями намного длиннее, чем усиковый сегмент 2 (10:8). Щитик и метанотум тусклые, сетчато-шершавые; иногда щитик частично пунктирован. Метаплеврон гладкий (у экземпляра из Белиза, заповедник Cockscombe Wildlife Reserve, метаплеврон сильно поперечно полосатый). Проподеум сетчато-шершавый.
Переднее крыло с двумя темными поперечными полосами; дистальная часть стигмальной жилки длиннее проксимальной (23:12). Протарсальные сегменты в следующих пропорции: 35:5:11:32:50. Увеличенный коготь с одним крупным субдистальным зубцом и одним рядом из 15—25 ламелл. Сегмент 5 протарсуса с двумя рядами приблизительно 27—39 ламелей; дистальная вершина с по меньшей мере по крайней мере 18 ламеллами. Средние ноги с одной шпорой (формула шпор: 1/1/2). Крылья в своём основании имеют 3 замкнутые ячейки (C, R, 1Cu). Нижнечелюстные щупики состоят из 6, а нижнегубные — из 3 члеников (формула щупиков: 6,3). Предположительно, как и другие виды своего рода эктопаразитотиды и хищники цикадок. У самок на передних лапках есть клешня для удерживания цикадок, в тот момент, когда они их временно парализуют и откладывают свои яйца. На коготке клешни имеется одна длинная щетинка. Вид был впервые описан в 1986 году. Включён в 1-ю видовую группу Dryinus. Валидный статус был подтверждён в 2014 году в ходе обзора фауны Неотропики итальянским гименоптерологом Массимо Ольми (Massimo Olmi; Tropical Entomology Research Center, Витербо, Италия) и аргентинским энтомологом Эдуардо Вирла (Eduardo Virla; CONICET, Inst. of Entomology, Fund. M. Lillo, Сан-Мигель-де-Тукуман, Тукуман, Аргентина).